# St. Maria Magdalena und Lazarus (Köln)

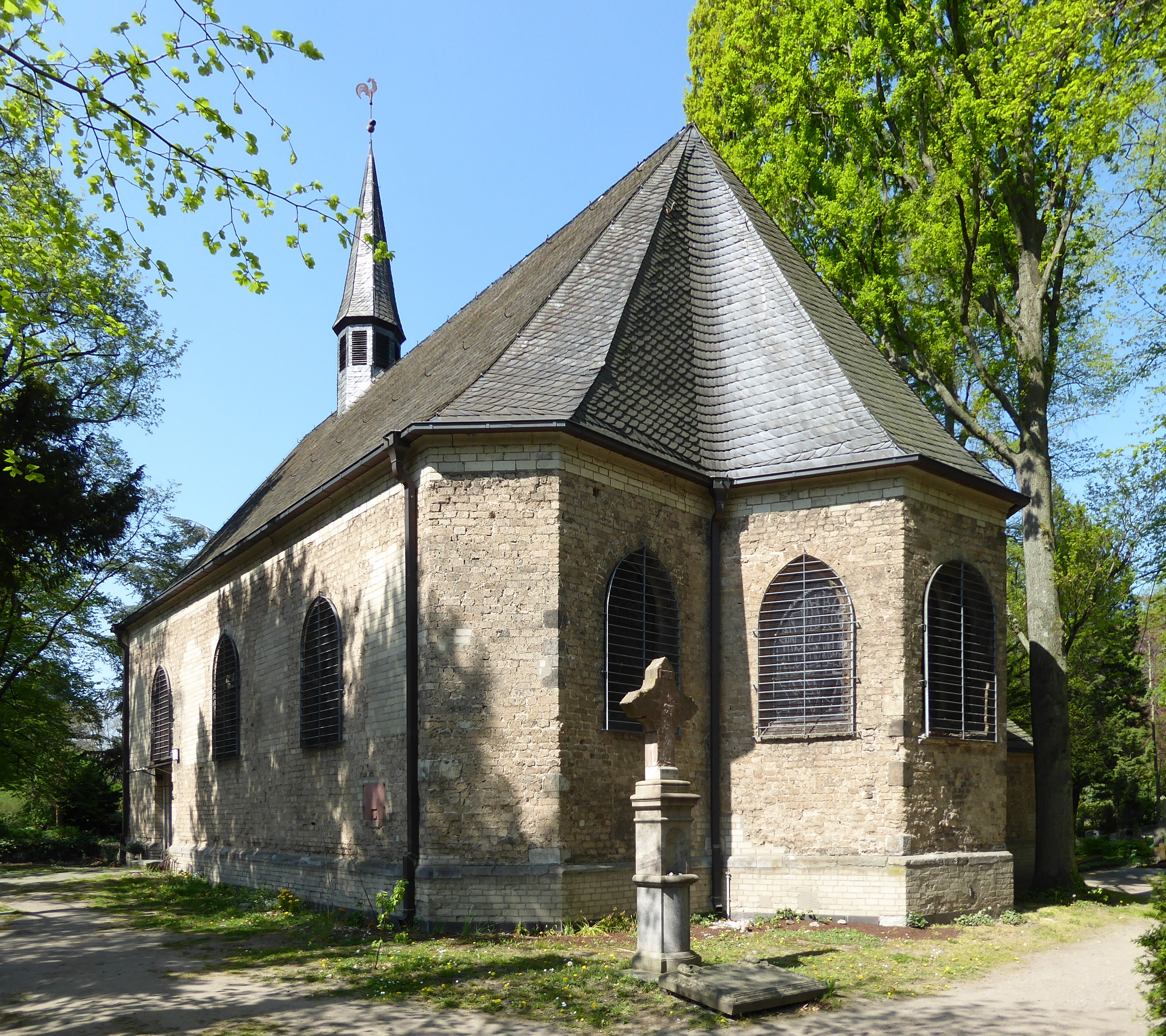
Außenansicht von Südosten

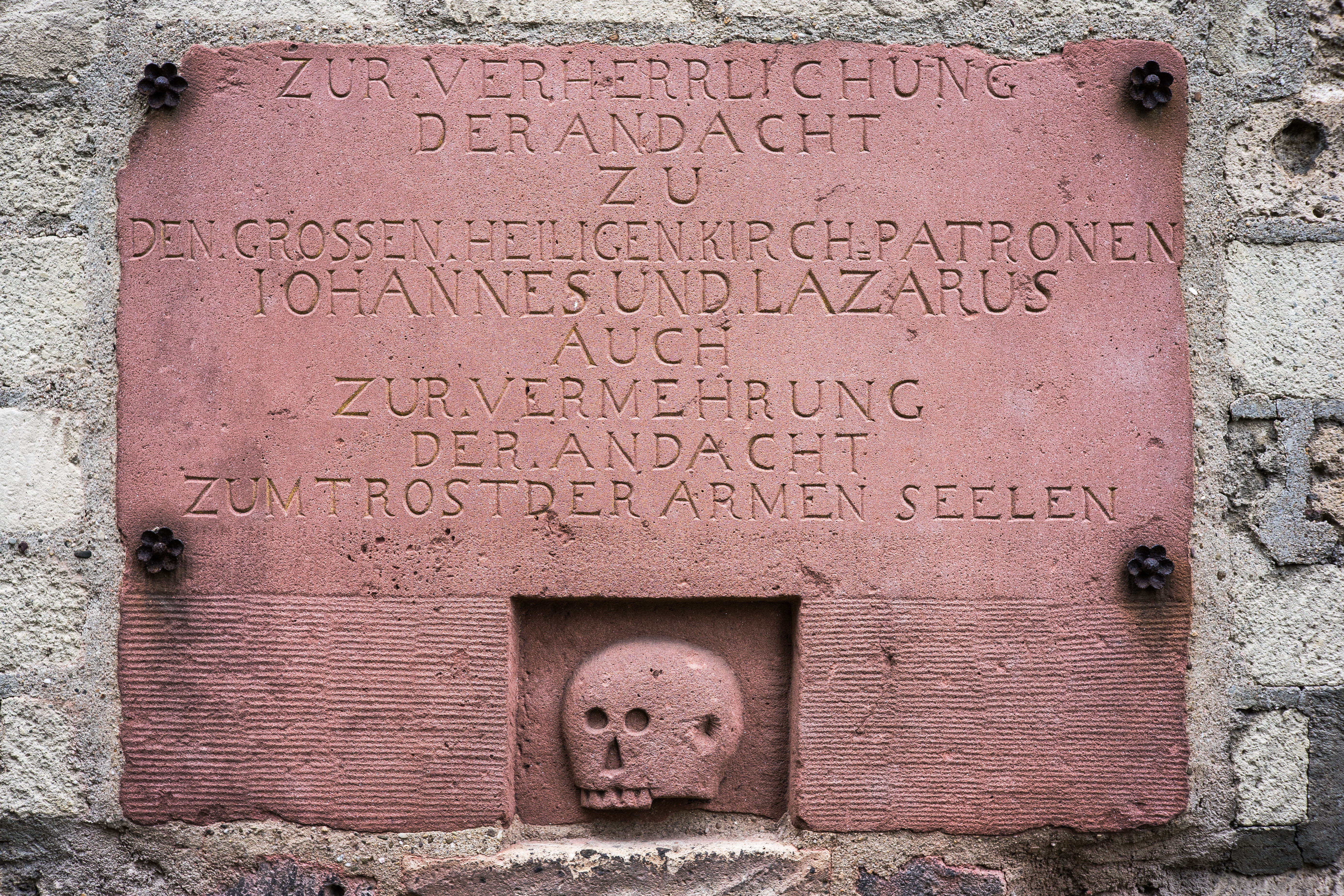
Inschrift an der Kapelle

Die Kapelle St. Maria Magdalena und Lazarus ist ein Sakralbau im frühgotischen Stil auf dem Melaten-Friedhof in Köln-Lindenthal. Sie befindet sich im südlichen Teil des Friedhofs, an der Aachener Straße, nahe der Straßenbahnhaltestelle „Melaten“. Sie geht auf die Zeit zurück, als sich auf dem Areal des heutigen Friedhofes ein Heim für Leprakranke befand. Die Kapelle steht heute unter dem Patrozinium der Heiligen Maria Magdalena und Lazarus, zuvor Johannes und Lazarus.
Spätestens 1180 befand sich auf dem Areal der Kapelle und der Umgebung ein Leprosenhaus (campus leprosi), d. h. mehrere Wohnbauten für Leprakranke. Nach den Urkunden wurde der Grundstein für die Kapelle 1243 gelegt und zwei Jahre später nach Fertigstellung vom Kölner Erzbischof Konrad von Hochstaden geweiht. Sie ist somit einige Jahre älter als der Kölner Dom, mit dessen Bau 1248 begonnen wurde. Als Hospitalskapelle diente sie dem Gottesdienst für die Leprakranken. Sie verfügte ursprünglich über zwei Kirchenschiffe: In einem saßen die Kranken, im anderen die Gesunden. Im 15. Jahrhundert wurde die Kapelle umgebaut.
Als das Leprosenhaus Melaten 1767 geschlossen wurde, hatte die Kapelle für viele Jahre keine Funktion mehr. Infolge der napoleonischen Gesetzgebung im besetzten Rheinland sollte für Köln ein Friedhof außerhalb der Stadtmauern geschaffen werden. Hierfür wurde das Areal Melaten ausgesucht. Die alten Häuser des Leprosenhauses wurden abgerissen, die Leprosenkapelle wurde zur Friedhofskapelle. 1919 wurde sie zur ersten Pfarrkirche für die Neuansiedler im Bereich Lindenthal/Braunsfeld, bis einige Jahre später die Kirche Christi Auferstehung zur Pfarrkirche wurde.
Im Zweiten Weltkrieg wurde die Kapelle beschädigt und danach wiederaufgebaut. 1952 konnte sie der Katholischen Kirche zur Nutzung übergeben werden. Wie der Friedhof so steht aber auch die Kapelle im Eigentum der Stadt Köln. Einige der Kirchenfenster wurden über die Jahre hin zugemauert, so dass heute nur noch zehn verglaste Öffnungen vorhanden sind. Die vier bunten Glasfenster im Chor und Altarraum aus dem Jahr 1975 von Hermann Gottfried zeigen den heiligen Lazarus, Johannes den Täufer, Maria Magdalena, Sankt Pantaleon und den Erzengel Michael. Die Kirche besitzt einen Dachreiter, dessen Glocke aus der Rathauskapelle St. Maria in Jerusalem stammt.
Der 2014 gegründete St. Maria Magdalenen Verein Köln e. V.  ist gemäß Vertrag mit der Stadt und dem Erzbistum Köln Nutzungsberechtigter und unterstützt als solcher die Sanierung der Kapelle und deren Gebrauch zum Gottesdienst, der Trauerfeier und als kulturellen Ausstellungsraum. Im Frühjahr 2019 konnte der Innenraum der Kapelle durch Initiative des Vereins renoviert werden. Die bis dahin verrußten Innenwände wurden neu verputzt und gekalkt.